# Bob Lackey
Robert "Bob" Lackey, né le 4 avril 1949 et mort le 4 juin 2002, est un ancien joueur de basket-ball américain. Il évolue au poste de meneur et mesure 1,96 m.

## Carrière

### Universitaire
- 1972 :  Université de Marquette (NCAA)

### Club
- 1972-1974 :  Nets de New York (ABA)
- 1975-1977 :  ASVEL Villeurbanne (Nationale 1)

## Palmarès
- Champion de France en 1977
- Finaliste du championnat de France en 1976